# 142E busz (Budapest)
A budapesti 142E jelzésű autóbusz a Határ út metróállomás és a Gloriett lakótelep között közlekedik a Havanna-lakótelep érintésével, zónázó gyorsjáratként. A viszonylatot a Budapesti Közlekedési Zrt. és az ArrivaBus üzemelteti.

## Története
2019. április 8-án – az M3-as metróvonal Kőbánya-Kispest–Nagyvárad tér szakaszának lezárásával – a BKK átalakította a dél-pesti buszhálózatot, a gyors és közvetlen metrókapcsolat megteremtése érdekében közvetlen járatot indított a Gloriett lakótelep és a Nagyvárad tér között 194M jelzéssel, a Havanna lakótelep érintésével. A metrópótlás megkezdése előtt – április 3–5. között – az autóbuszjárat a Határ út és a Gloriett lakótelep között közlekedett. 2020. október 26-ától a Határ útig rövidítve jár. A Havanna utcai lakótelep buszjáratainak átszervezését követően, 2022. július 2-ától a 142E jelzést vette fel, teljes nappali üzemidőben, továbbá a Kispesti temető érintésével közlekedik. 2022 júliusától hétvégente és ünnepnapokon, 2025. május 5-étől pedig munkanapokon 20 óra után is az autóbuszokra kizárólag az első ajtón lehet felszállni, ahol a járművezető ellenőrzi az utazási jogosultságot.

## Útvonala
| Gloriett lakótelep felé |
| Határ út M vá. – Ady Endre út – Puskás Ferenc utca – Csapó utca – Barta Lajos utca – Kinizsi Pál utca – Kele utca – Cziffra György utca – Méta utca – Ipacsfa utca – Tövishát utca – Goroszló utca – Kele utca mh. |
| Határ út felé |
| Kele utca mh. – Goroszló utca – Kele utca – Kinizsi Pál utca – Barta Lajos utca – Csapó utca – Puskás Ferenc utca – Ady Endre út – Határ út M vá.                                                                  |

## Megállóhelyei
| 0  | Határ út M végállomás          | 15 | 42, 50, 52 66, 66B, 66E, 84E, 89E, 94E, 99, 123, 123A, 194, 194B, 294E 626, 628, 629, 660 1080, 1110 |
| 6  | Kispesti temető                | 6  | 93, 93A, 132E                                                                                        |
| 8  | Vörösmarty Mihály utca         | 5  | 132E, 136, 236, 236A                                                                                 |
| 9  | Kondor Béla sétány             | 4  | 132E, 136, 236, 236A                                                                                 |
| ∫  | Barta Lajos utca               | 3  | 93, 93A, 132E, 136, 236, 236A                                                                        |
| 10 | Fiatalság utca                 | 2  | 36, 132E, 136, 236, 236A                                                                             |
| 11 | Szent Lőrinc-telep             | 0  | 36, 132E, 194, 194B                                                                                  |
| 12 | Ipacsfa utca                   | ∫  | 36, 194, 194B, 198                                                                                   |
| 14 | Tövishát utca                  | ∫  | 194, 194B                                                                                            |
| 15 | Goroszló utca                  | ∫  | 194, 194B                                                                                            |
| 16 | Kele utca (Gloriett lakótelep) | 0  | 194, 194B                                                                                            |